# Улица Панаса Мирного (Чернигов)
Улица Панаса Мирного (укр. Вулиця Панаса Мирного) — улица в Новозаводском районе города Чернигова, исторически сложившаяся местность (район) Старая Подусовка. Пролегает от улицы Крымская до тупика возле улицы Керченская.
Примыкают улицы Дмитрия Дорошенко, Московская, 21 Сентября, Победы.

## История
Улица 15-я колея проложена в конце 1950-х годов между улицами Победы и Кутузова, была застроена индивидуальными домами. Сейчас проезд к улице Кутузова застроен домами Крымской улицы.
В 1960 году улица получила современное название — в честь украинского писателя и общественного деятеля Панаса Мирного.

## Застройка
Улица пролегает в юго-западном направлении параллельно улице Нечуя-Левицкого. Парная и непарная стороны улицы заняты усадебной застройкой.
Учреждения: нет. 